# Trenhotel Lusitania
Il Trenhotel Lusitania, in portoghese Lusitânia Comboio Hotel, è un servizio ferroviario notturno che collega Lisbona a Madrid cogestito dalla Renfe e dalla Comboios de Portugal.

## Caratteristiche
Il Trenhotel Lusitania effettua servizio quotidiano tra le due capitali iberiche, mettendo a disposizione dei passeggeri posti a sedere, cuccette o letti, nelle classi 'Turista', 'Preferente' o 'Gran Classe'; il treno è normalmente formato da sei carrozze di tipo Talgo:
- due carrozze con posti a sedere classe 'Turista';
- una carrozza con cuccette classe 'Turista', con scompartimenti per quattro persone che includono un lavabo;
- un vagone letto classe 'Preferente' con scompartimenti per due persone che includono un lavabo;
- un vagone letto 'Gran Classe' con scompartimenti per due persone che includono un bagno completo di wc, doccia e lavabo;
- una carrozza bar che offre snack e bevande oltre a pasti caldi alla sera e prime colazioni alla mattina.

## Storia
Il Trenhotel Lusitania nasce nel 1995 dalla soppressione dei precedenti 'Talgo Luís de Camões'  e 'Lusitânia Express' che effettuavano rispettivamente servizio diurno e servizio notturno sulla tratta Lisbona-Madrid. A partire dal 15 agosto 2012 il percorso venne modificato non prevedendo più il passaggio via Cáceres ma via Salamanca, percorso attualmente utilizzato. A partire dal 3 ottobre 2012 il Trenhotel Lusitania condivide il servizio con il 'Sud Express' da Lisbona a Medina del Campo per poi proseguire fino a Madrid.

## Percorso e orari
Il Trenhotel Lusitania effettua servizio tra la stazione di Lisbona Santa Apolónia e la stazione di Madrid Chamartín, con fermate intermedie a Lisbona Oriente, Entroncamento, Caxarias, Pombal, Coimbra-B, Santa Comba Dão, Mangualde, Celorico da Beira, Guarda, Vilar Formoso, Fuentes de Oñoro, Ciudad Rodrigo, Salamanca, Medina del Campo e Ávila.
Il treno parte ogni giorno da Lisbona Santa Apolónia alle ore 21.25 per arrivare a Madrid Chamartín alle 08.40 (ora locale) del giorno dopo mentre effettua, sempre quotidianamente, la tratta inversa da Madrid Chamartín con partenza alle 21.43 per arrivare a Lisbona Santa Apolónia alle 07.30 (ora locale) del giorno dopo. Impiega quindi 10 ore e 15 minuti da Lisbona a Madrid e 10 ore e 47 minuti da Madrid a Lisbona.
A causa del Covid-19 il servizio è dal 2020 sospeso.